# Miitopia
Miitopia is een rollenspel dat is ontwikkeld en uitgegeven door Nintendo voor de Nintendo 3DS. Het spel werd in Japan uitgebracht op 8 december 2016, en wereldwijd kwam het uit op 28 juli 2017. Op 21 mei 2021 verscheen het spel ook voor de Switch.

## Spel
Miitopia is een rollenspel met elementen in het genre  levenssimulatie. De speler start met een standaard personage in een bepaalde klasse, zoals vechter of tovenaar. Meer klassen worden gedurende het spel vrijgespeeld. Personages worden gecreëerd aan de hand van een Mii-personage.
Het spel ondersteunt ook amiibo, waarmee specifieke uiterlijkheden van de amiibo worden overgenomen.
Er zijn verschillende klassen die men kan kiezen, elk met zijn eigen vaardigheid:
- Krijger
- Tovenaar
- Priester
- Dief
- Popster (man of vrouw)
- Kok
- Kat
- Kwelgeest
- Geleerde
- Tank
- Prinses
- Bloem
- Vampier
- Elf

## Verhaal
Het spel start met het personage van de speler, die in het spel aankomt in het dorp Greenhorne Town. Dit dorp wordt aangevallen door de Duistere vorst (in het Engels Dark Lord), een monster dat gezichten steelt om monsters te beheersen die het land bezetten. Naarmate de speler verder komt in het spel, veranderd deze in de Duisterdere vorst of zelfs Duisterste vorst.
Er zijn verschillende koninkrijken waar de speler naartoe kan reizen. Nadat het avontuur is afgelopen, kan de speler nog verder spelen door opdrachten te vervullen en medailles verzamelen in Reisrijk. In Nieuw-Neonië heeft de Duistere vorst monsters achtergelaten waar hij geen controle over had. In de Toren der angst vecht de speler tegen de machtigste vijanden die eerder zijn gezien, maar dan in duistere vorm.

## Vaardigheden
In Miitopia zijn er voor elke klasse verschillende vaardigheden. Dit zijn speciale acties om het team van de speler te versterken, te genezen, of om vijanden aan te vallen. Zo heeft een kok een vaardigheid om het team te genezen, terwijl de krijger een vaardigheid heeft om een vijand aan te vallen. Vaardigheden kosten zogenaamde MP-punten, deze zijn nodig om ze uit te kunnen voeren. 

## Ontvangst
Miitopia werd gemiddeld ontvangen in recensies. Op aggregatiewebsite Metacritic heeft het spel een score van 67.